# Melodi Grand Prix Nordic 2008
De Melodi Grand Prix Nordic 2008 was de vierde editie van de Melodi Grand Prix Nordic.  Aan deze editie namen weer vier landen deel. Het festival vond plaats in Aarhus, Denemarken. Noorwegen zich uiteindelijk tot winnaar te kronen. The BlackSheeps werd met het nummer Oro jaska beana de tweede Noorse laureaat in de geschiedenis van het festival.
Net als vorig jaar was er een finale en een superfinale. Het aantal liedjes per land bleef twee, zodat er in totaal acht liedjes deelnamen. Per land ging één lied naar de superfinale.

## Uitslag
| Plaats | Land       | Taal             | Artiest         | Lied                   | Punten |
| ------ | ---------- | ---------------- | --------------- | ---------------------- | ------ |
| 1      | Noorwegen  | Noors en Samisch | The BlackSheeps | Oro jaska beana        | 164    |
| 2      | Denemarken | Deens            | De Johanssons   | En for all, all for en | 90     |
| 3      | Zweden     | Zweeds           | Jonna           | Kommer jag våga        | 76     |
| 4      | Finland    | Zweeds           | Footboys        | Fotboll                | 70     |
| 5      | Denemarken | Deens en Spaans  | Sandra Monique  | Hola chica             |        |
| 5      | Finland    | Zweeds           | Big Bang!       | Här är vi              |        |
| 5      | Noorwegen  | Noors            | The Battery     | Tenke nå               |        |
| 5      | Zweden     | Zweeds           | Linn            | En sång från hjärtat   |        |

## Scorebord
| Deelnemers      | SE | NO | DK | FI |
| --------------- | -- | -- | -- | -- |
| Jonna           |    | 25 | 30 | 21 |
| The BlackSheeps | 51 |    | 53 | 60 |
| De Johanssons   | 19 | 52 |    | 19 |
| Footboys        | 30 | 23 | 17 |    |

2002 · 2006 · 2007 · 2008 · 2009
Denemarken · Finland · Noorwegen · Zweden